# Abdul Hamid Dbeibeh
Abdul Hamid Muhammad Abdul Rahman al-Dbeibeh (în arabă: arabă عبدالحميد محمد عبدالرحمن الدبيبة; n.  ?) este un politician și om de afaceri libian, care ocupă funcția de prim-ministru al Libiei în cadrul Guvernului de Uniune Națională (GNU) recunoscut internațional, cu sediul la Tripoli. Dbeibeh a fost numit la 15 februarie 2021 prin intermediul Forumului de Dialog Politic Libian (LPDF) și urma să dețină funcția până la alegerile din 24 decembrie 2021, care au fost ulterior amânate.

## Biografie
Dbeibeh s-a născut în orașul Misurata, situat în vestul Libiei. El a afirmat că a obținut o diplomă de master în inginerie civilă la Universitatea din Toronto în 1992; totuși, universitatea a negat aceste afirmații. Informația a fost publicată cu câteva zile înainte de alegerile libiene din 24 decembrie 2021, stârnind astfel controverse legate de declarațiile false și falsificările candidatului prezidențial în ceea ce privește calificările sale academice. Conform legislației electorale libiene, candidații sunt obligați să dețină o diplomă universitară de la o instituție acreditată.

## Carieră în afaceri
Dbeibeh s-a întors la Misrata în perioada unui boom al construcțiilor, câștigând încrederea liderului libian Muammar al-Gaddafi, care l-a numit la conducerea Companiei Libiene de Investiții și Dezvoltare (LIDCO), o importantă firmă de construcții responsabilă pentru unele dintre cele mai ample proiecte publice din țară, inclusiv construcția a 1.000 de unități locative în orașul natal al liderului, Sirt. După căderea lui Gaddafi în 2011, el a fost sancționat pentru corupție de către noul guvern de tranziție al Libiei.
Dbeibeh a fost, de asemenea, managerul clubului de fotbal Al-Ittihad Tripoli.

## Carieră politică
În 2020, el a fondat Mișcarea „Libia al-Mustakbal” („Viitorul Libiei”). Al-Dbeibeh a candidat pe aceeași listă prezidențială împreună cu Mohammed Al-Menfi și Musa Al-Koni⁠(d) în calitate de vicepreședinți. Guvernul lui Al-Dbeibeh este primul guvern unificat din 2014. Dbeibeh a fost ales prim-ministru al Libiei pentru a conduce un executiv unificat temporar în februarie 2021. Lista lui Dbeibeh a obținut 39 de voturi, cu cinci mai multe decât cea a lui Aguila Saleh Issa⁠(d) și Fathi Bashagha. Dbeibeh s-a confruntat cu acuzații că ar fi încercat să mituiască unii dintre delegații din cadrul LPDF prin intermediul vărului său, omul de afaceri bogat Ali al-Dbeibeh. Lista formată din Aguila Saleh și Fathi Bashagha era percepută ca fiind favorizată de Statele Unite ale Americii. Ambasadorul SUA a negat orice încercare de influențare a procesului electoral.
Conform acordurilor încheiate în cadrul LPDF, Dbeibeh era obligat să nominalizeze un cabinet de miniștri și să propună selecția Camerei Reprezentanților (HoR) pentru un vot de încredere până la 26 februarie 2021, ceea ce urma să conducă la formarea Guvernului de Uniune Națională.
Funcția sa a fost contestată începând cu 10 februarie 2022, după ce Fathi Bashagha a fost desemnat și el prim-ministru de către Camera Reprezentanților din Libia. Dbeibeh a respins numirea lui Bashagha, afirmând că va preda puterea doar după alegeri naționale. Khalifa Haftar și Armata Națională Libiană au salutat numirea lui Bashagha. La 10 februarie 2022, Dbeibeh a supraviețuit unei tentative de asasinat, când atacatori au tras asupra mașinii sale. Potrivit unei surse guvernamentale apropiate lui, acesta a scăpat nevătămat, pe fondul unor lupte intense pentru controlul guvernului. Națiunile Unite continuă să-l recunoască pe Dbeibeh drept prim-ministru interimar. În ianuarie 2024, Dbeibeh a cerut restabilirea monarhiei libiene sub conducerea lui Mohammed El Senussi ca soluție pentru instabilitatea din țară.

## Viață personală
Este văr și cumnat cu Ali Ibrahim Dabaiba, fost primar al orașului Misrata și fost șef al companiei de construcții de stat LIDCO în perioada lui Gaddafi, care, în 2012, figura pe o listă de oficiali sancționați, fiind vizat de o notificare roșie Interpol și arestat în 2014. Se estimează că acesta ar fi deturnat până la 7 miliarde de dolari (la valorile din 2011) din contractele emise de LIDCO sub conducerea sa, potrivit „Suisse secrets”.

## Critici
Wolfgang Pusztai, fost diplomat austriac în Libia, a declarat că reputația lui Dbeibeh era controversată pentru funcția de prim-ministru, întrucât era acuzat de „corupție, spălare de bani, finanțarea Frăției Musulmane, cumpărare de voturi”. Pusztai considera că adevărul acuzațiilor era mai puțin relevant pentru situația politică din 2021, deoarece percepțiile publice erau cele care contau.